# 훈민중학교
훈민중학교(訓民中學校)는 대한민국 경기도 의정부시에 있는 공립 중학교이다.

## 학교 연혁
- 2023년 3월 1일 : 개교